# Histiozyt
Ein Histiozyt (auch Gewebsmakrophage; Synonym: Macrophagocytus stabilis) ist die ortsständige Form eines Makrophagen.
Dieser Zelltyp kommt vor allem im Bindegewebe und in der Tunica adventitia von Gefäßen vor. Wie die nicht-ortständigen Makrophagen sind die Histiozyten Bestandteil des Mononukleären Phagozytensystem (MPS). Bei Infektionen können sie durch Zytokine aktiviert und in Makrophagen umgewandelt werden. Sie spielen bei chronischen Entzündungen eine Rolle und können auch maligne entarten – in diesem Fall liegt dann beispielsweise eine Erdheim-Chester-Erkrankung vor.
Histiozyten können wie alle Makrophagen Phagozytose betreiben und Zellreste, Bakterien und tote Zellen abbauen und zersetzen. Sie haben eine Größe von 15 bis 20 µm, ihre Lebensdauer beträgt zwei bis drei Monate.